# Bob ai XII Giochi olimpici invernali - Bob a due maschile
La gara di bob a due maschile ai XII Giochi olimpici invernali si è disputata il 6 febbraio e il 7 febbraio a Innsbruck.

## Atleti iscritti
| America (8)                                                         | America (8)                                                         | America (8)                 |
| ------------------------------------------------------------------- | ------------------------------------------------------------------- | --------------------------- |
| - Canada (4)                                                        | - Stati Uniti (4)                                                   |                             |
| Asia (4)                                                            |                                                                     |                             |
| - Giappone (4)                                                      |                                                                     |                             |
| Europa (36)                                                         |                                                                     |                             |
| - Austria (4) - Cecoslovacchia (2) - Francia (4) - Germania Est (4) | - Germania Ovest (4) - Italia (4) - Gran Bretagna (4) - Romania (4) | - Svezia (2) - Svizzera (4) |

## Risultati
| Pos. | Nazione           | Atleti                                    | Manche1 | Manche2 | Manche3 | Manche4 | Totale  | Distacco |
| ---- | ----------------- | ----------------------------------------- | ------- | ------- | ------- | ------- | ------- | -------- |
|      | Germania Est II   | Meinhard Nehmer Bernhard Germeshausen     | 56.24   | 56.04   | 55.87   | 56.27   | 3:44.42 |          |
|      | Germania Ovest I  | Wolfgang Zimmerer Manfred Schumann        | 56.09   | 56.31   | 56.26   | 56.33   | 3:44.99 | +0.57    |
|      | Svizzera I        | Erich Schärer Josef Benz                  | 56.43   | 56.53   | 56.33   | 56.41   | 3:45.70 | +1.28    |
| 4    | Austria II        | Fritz Sperling Andreas Schwab             | 56.06   | 56.19   | 56.73   | 56.76   | 3:45.74 | +1.32    |
| 5    | Germania Ovest II | Georg Heibl Fritz Ohlwärter               | 56.36   | 56.43   | 56.59   | 56.75   | 3:46.13 | +1.71    |
| 6    | Austria I         | Dieter Delle Karth Franz Köfel            | 56.52   | 56.76   | 56.47   | 56.62   | 3:46.37 | +1.95    |
| 7    | Germania Est I    | Horst Schönau Raimund Bethge              | 56.89   | 56.79   | 56.74   | 56.55   | 3:46.97 | +2.55    |
| 8    | Italia I          | Giorgio Alverà Franco Perruquet           | 56.52   | 56.71   | 56.84   | 57.13   | 3:47.30 | +2.88    |
| 9    | Svezia I          | Carl-Erik Eriksson Kenth Rönn             | 57.09   | 57.20   | 57.16   | 56.96   | 3:48.41 | +3.99    |
| 10   | Svizzera II       | Fritz Lüdi Thomas Hagen                   | 56.95   | 57.32   | 57.35   | 57.48   | 3:49.10 | +4.68    |
| 11   | Romania I         | Ion Panțuru Gheorghe Lixandru             | 57.15   | 57.43   | 57.85   | 57.66   | 3:50.09 | +5.67    |
| 12   | Romania II        | Dragoş Panaitescu-Rapan Costel Ionescu    | 57.95   | 57.66   | 57.58   | 57.34   | 3:50.53 | +6.11    |
| 13   | Francia II        | Alain Roy Serge Hissung                   | 57.58   | 57.43   | 57.58   | 57.95   | 3:50.54 | +6.12    |
| 14   | Stati Uniti I     | Jimmy Morgan Thomas Becker                | 57.68   | 57.63   | 57.66   | 57.79   | 3:50.76 | +6.34    |
| 15   | Francia I         | Gérard Christaud-Pipola Michel Lemarchand | 57.43   | 57.73   | 57.78   | 58.08   | 3:51.02 | +6.60    |
| 16   | Italia II         | Nevio De Zordo Ezio Fiori                 | 57.71   | 57.58   | 57.88   | 57.95   | 3:51.12 | +6.70    |
| 17   | Cecoslovacchia I  | Jiří Paulát Václav Sůva                   | 57.78   | 57.74   | 57.97   | 58.22   | 3:51.71 | +7.29    |
| 18   | Canada I          | Colin Nelson Jim Lavalley                 | 57.56   | 57.92   | 58.13   | 58.39   | 3:52.00 | +7.58    |
| 19   | Stati Uniti II    | Brent Rushlaw John Proctor                | 58.07   | 58.27   | 57.79   | 57.89   | 3:52.02 | +7.60    |
| 20   | Gran Bretagna I   | Jackie Price Gomer Lloyd                  | 58.05   | 58.13   | 57.90   | 58.02   | 3:52.10 | +7.68    |
| 21   | Gran Bretagna II  | Mark Agar Bill Sweet                      | 58.40   | 58.33   | 57.90   | 58.08   | 3:52.71 | +8.29    |
| 22   | Giappone II       | Rikio Sato Kimihiro Shinada               | 58.52   | 58.30   | 58.55   | 58.35   | 3:53.72 | +9.30    |
| 23   | Canada II         | Joey Kilburn Brian Vachon                 | 58.61   | 58.74   | 58.22   | 58.72   | 3:54.29 | +9.87    |
| 24   | Giappone I        | Susumu Esashika Kazumi Abe                | 58.69   | 59.07   | 59.12   | 59.18   | 3:56.06 | +11.64   |